# Dikembe Mutombo
Dikembe Mutombo, né le 25 juin 1966 à Kinshasa dans la commune de Barumbu (à l'époque République démocratique du Congo) et mort le 30 septembre 2024 à Atlanta (État de Géorgie), est un joueur professionnel congolais de basket-ball.
Surnommé Le Mount Mutombo, il mesure 2,18 m. Il est célèbre pour son jeu très défensif. En 18 saisons de National Basketball Association (NBA) et près de 1 200 matchs, il tourne à des moyennes de 9,8 points, 10,3 rebonds et 2,7 contres.
Il est désigné à quatre reprises Defensive Player of the Year (« défenseur de l'année »), détenant avec Ben Wallace et Rudy Gobert le nombre de trophée dans cette récompense. Il est également à trois reprises meilleur contreur NBA.

## Biographie

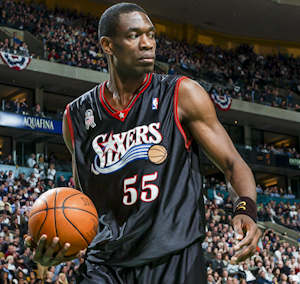
Dikembe Mutombo avec les 76ers de Philadelphie (2001).

Avant de partir aux États-Unis, Dikembe Mutombo a commencé sa carrière de basketteur au sein du BC ONATRA de Kinshasa (Zaïre). Initialement destiné à devenir médecin, Dikembe Mutombo étudie à l'université de Georgetown où John Thompson le convainc de jouer dans l'équipe National Collegiate Athletic Association (NCAA) des Hoyas de Georgetown. Il devient un excellent pivot dans la tradition de ceux formés à Georgetown et évolue aux côtés d'Alonzo Mourning.

### Nuggets de Denver (1991-1996)
Lors de la draft 1991, Dikembe Mutombo est sélectionné en quatrième position par les Nuggets de Denver. Son jeu a un impact considérable et il devient All-Star dès sa saison de rookie. Avec une moyenne de 16,6 points, 12,3 rebonds et 3 contres par match, le Zaïrois s'impose comme la pierre angulaire de la franchise du Colorado et comme un des meilleurs défenseurs de la ligue. Manquant de joueurs de qualité à ses côtés, Dikembe Mutombo n'atteint jamais les sommets avec les Nuggets de Denver. En 1993, la marque de vêtements et chaussures de sport Adidas sort un modèle de chaussure de basket-ball semi-montante appelé Mutombo. Les trois bandes de la marque sont figurées, sur ce modèle orné d'un bouclier africain stylisé, par trois languettes passe-lacets en plastique noir.

### Hawks d'Atlanta (1996-2001)
En 1996, Dikembe Mutombo rejoint les Hawks d'Atlanta avec lesquels il continue ses prouesses défensives et est élu meilleur défenseur à plusieurs reprises.

### 76ers de Philadelphie (2000-2002)
En février 2001, Dikembe Mutombo rejoint les 76ers de Philadelphie avec lesquels il participe pour la première fois aux finales NBA perdues face aux Lakers de Los Angeles. Il continue d'exceller en défense la saison qui suit avant de rejoindre les Nets du New Jersey où il passe la plupart de son temps à l'infirmerie.

### Rockets de Houston (2004-2009)

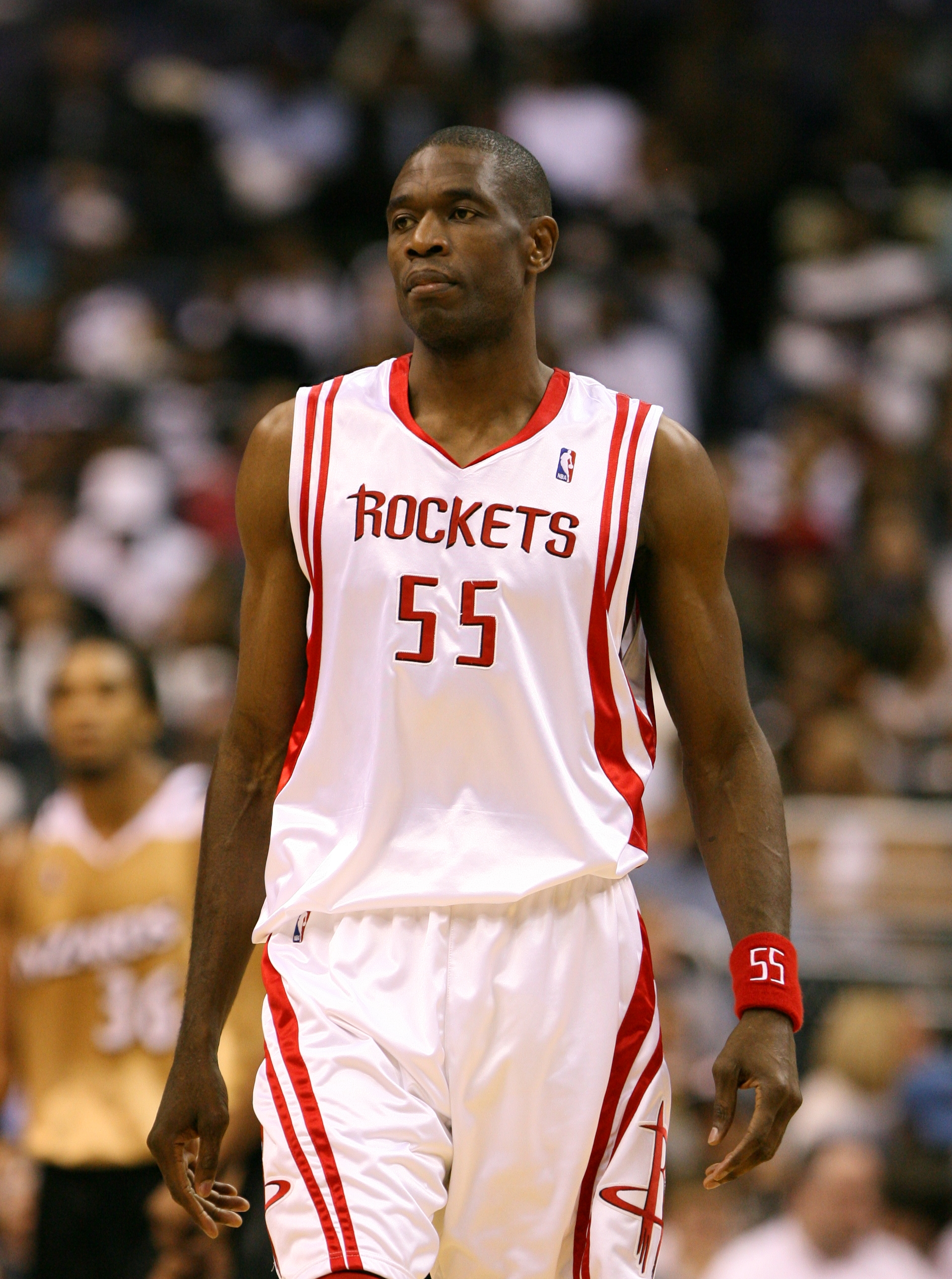
Dikembe Mutombo avec les Rockets de Houston (2006).

En 2003, il fait de brefs passages chez les Knicks de New York, puis transite aux Bulls de Chicago où il ne joue aucun match, avant d'atterrir aux Rockets de Houston l'année suivante, en tant que remplaçant de Yao Ming. Associé à son prédécesseur chez les Hoyas de Georgetown Patrick Ewing, devenu entraîneur-assistant, les dirigeants du club comptent sur lui pour former le géant chinois au poste de pivot.
Lors de la saison 2006-2007, il tourne à 3,1 points (10,1 points en carrière), 6,5 rebonds (10,6 rebonds en carrière), et 1 contre (2,8 contres en carrière) de moyenne par match. En octobre 2007, à 41 ans, il prolonge d'une année son contrat avec les Rockets de Houston.
Cependant, il décide de mettre un terme à sa carrière le 22 avril 2009 à la suite d'une blessure au genou gauche lors du deuxième match du premier tour des playoffs face aux Trail Blazers de Portland.

### Vie personnelle et décès
Dikembe Mutombo est également reconnu pour ses nombreuses implications caritatives, notamment en lien avec son pays natal, la république démocratique du Congo (RDC). En 2005, il finance, à hauteur de 24 millions de dollars[réf. nécessaire], la construction de l'hôpital Biamba Marie Mutombo dans la commune de Masina à Kinshasa.
Le 15 octobre 2022, la NBA annonce qu'il est atteint d'une tumeur du cerveau,,.
Le 30 septembre 2024, âgé de 58 ans, Dikembe Mutombo décède des suites d'un cancer du cerveau,,.

## Comportement
« Mutombo Finger Wag » : à partir de 1996, à chaque fois qu'il contrait un adversaire, Dikembe Mutombo agitait le doigt de gauche à droite devant l'adversaire, comme pour lui dire « Not in my house » (« pas chez moi »). En 1999, après une plainte des équipes adverses, son geste fut banni par la ligue. Il put cependant le refaire à partir de la saison 2003-2004, à condition de ne pas le diriger vers un adversaire.

## Carrière NBA
- 1991-1996 : Nuggets de Denver.
- 1996-2001 : Hawks d'Atlanta.
- 2001-2002 : 76ers de Philadelphie.
- 2002-2003 : Nets du New Jersey.
- 2003-2004 : Knicks de New York.
- 2004-2009 : Rockets de Houston.

## Palmarès
- Finales NBA contre les Lakers de Los Angeles en 2001 avec les 76ers de Philadelphie et contre les Spurs de San Antonio en 2003 avec les Nets du New Jersey.
- NBA Defensive Player of the Year en 1995, 1997, 1998 et 2001.
- 2e meilleur contreur de l'histoire de la NBA avec 3 289 contres.
- Détient avec Marcus Camby le record de titres consécutifs de meilleur contreur de la NBA avec 3 titres.
- Meilleur contreur NBA en 1994, 1995 et en 1996.
- Meilleur rebondeur NBA en 2000 et en 2001.
- Membre de la All-Defensive 1st Team trois fois (en 1997,1998 et 2001) et de la All-Defensive 2nd Team trois fois (en 1995,1999 et 2002).
- 8 sélections au NBA All-Star Game.
- Membre de la All-NBA Second Team en 2001 et de la All-NBA Third Team en 1998 et 2002.
- Joueur ayant pris le plus de rebonds sur une saison en 1995 (1 029), 1997 (929), 1999 (610), et en 2000 (1 157).
- Joueur ayant pris le plus de rebonds défensifs sur une saison en 1999 (418), et en 2000 (853).
- Joueur ayant pris le plus de rebonds offensifs sur une saison en 2001 (307).
- Joueur ayant fait le plus de contres sur une saison en 1994 (336), 1995 (321), 1996 (332), 1997 (264), et en 1998 (277).
- IBM Award en 1999.
- J. Walter Kennedy Sportsmanship Award en 2001 et 2009.
- Élu au Naismith Memorial Hall of Fame en 2015.
- Son maillot, le n°55 a été retiré par les Hawks d'Atlanta ainsi que par les Nuggets de Denver.

## Statistiques
| Défenseur de l'année | Meilleur joueur de cette catégorie statistique de la saison |

gras = ses meilleures performances

### Saison régulière
| Saison        | Équipe        | Matchs | Titul. | Min./m | % Tir | % 3pts | % LF | Rbds/m. | Pass/m. | Int/m. | Ctr/m. | Pts/m. |
| ------------- | ------------- | ------ | ------ | ------ | ----- | ------ | ---- | ------- | ------- | ------ | ------ | ------ |
| 1991-1992     | Denver        | 71     | 71     | 38.3   | .493  | .000   | .642 | 12.3    | 2.2     | .6     | 3.0    | 16.6   |
| 1992-1993     | Denver        | 82     | 82     | 36.9   | .510  | .000   | .681 | 13.0    | 1.8     | .5     | 3.5    | 13.8   |
| 1993-1994     | Denver        | 82     | 82     | 34.8   | .569  | .000   | .583 | 11.8    | 1.5     | .7     | 4.1    | 12.0   |
| 1994-1995     | Denver        | 82     | 82     | 37.8   | .556  | .000   | .654 | 12.5    | 1.4     | .5     | 3.9    | 11.5   |
| 1995-1996     | Denver        | 74     | 74     | 36.7   | .499  | .000   | .695 | 11.8    | 1.5     | .5     | 4.5    | 11.0   |
| 1996-1997     | Atlanta       | 80     | 80     | 37.2   | .527  | .000   | .705 | 11.6    | 1.4     | .6     | 3.3    | 13.3   |
| 1997-1998     | Atlanta       | 82     | 82     | 35.6   | .537  | .000   | .670 | 11.4    | 1.0     | .4     | 3.4    | 13.4   |
| 1998-1999     | Atlanta       | 50     | 50     | 36.6   | .512  | .000   | .684 | 12.2    | 1.1     | .3     | 2.9    | 10.8   |
| 1999-2000     | Atlanta       | 82     | 82     | 36.4   | .562  | .000   | .708 | 14.1    | 1.3     | .3     | 3.3    | 11.5   |
| 2000-2001     | Atlanta       | 49     | 49     | 35.0   | .477  | .000   | .695 | 14.1    | 1.1     | .4     | 2.8    | 9.1    |
| 2000-2001     | Philadelphie  | 26     | 26     | 33.7   | .495  | .000   | .759 | 12.4    | .8      | .3     | 2.5    | 11.7   |
| 2001-2002     | Philadelphie  | 80     | 80     | 36.3   | .501  | .000   | .764 | 10.8    | 1.0     | .4     | 2.4    | 11.5   |
| 2002-2003     | New Jersey    | 24     | 16     | 21.4   | .374  | .000   | .727 | 6.4     | .8      | .2     | 1.5    | 5.8    |
| 2003-2004     | New York      | 65     | 56     | 23.0   | .478  | .000   | .681 | 6.7     | .4      | .3     | 1.9    | 5.6    |
| 2004-2005     | Houston       | 80     | 2      | 15.2   | .498  | .000   | .741 | 5.3     | .1      | .2     | 1.3    | 4.0    |
| 2005-2006     | Houston       | 64     | 23     | 14.9   | .526  | .000   | .758 | 4.8     | .1      | .3     | .9     | 2.6    |
| 2006-2007     | Houston       | 75     | 33     | 17.2   | .556  | .000   | .690 | 6.5     | .2      | .3     | 1.0    | 3.1    |
| 2007-2008     | Houston       | 39     | 25     | 15.9   | .538  | .000   | .711 | 5.1     | .1      | .3     | 1.2    | 3.0    |
| 2008-2009     | Houston       | 9      | 2      | 10.7   | .385  | .000   | .667 | 3.7     | .0      | .0     | 1.2    | 1.8    |
| Carrière      | Carrière      | 1196   | 997    | 30.8   | .518  | .000   | .684 | 10.3    | 1.0     | .4     | 2.8    | 9.8    |
| All-Star Game | All-Star Game | 8      | 3      | 17.5   | .595  | .000   | .750 | 9.3     | .3      | .4     | 1.2    | 6.3    |

### Playoffs
| Saison   | Équipe       | Matchs | Titul. | Min./m | % Tir | % 3pts | % LF  | Rbds/m. | Pass/m. | Int/m. | Ctr/m. | Pts/m. |
| -------- | ------------ | ------ | ------ | ------ | ----- | ------ | ----- | ------- | ------- | ------ | ------ | ------ |
| 1994     | Denver       | 12     | 12     | 42.6   | .463  | .000   | .602  | 12.0    | 1.8     | .7     | 5.8    | 13.3   |
| 1995     | Denver       | 3      | 3      | 28.0   | .600  | .000   | .667  | 6.3     | .3      | .0     | 2.3    | 6.0    |
| 1997     | Atlanta      | 10     | 10     | 41.5   | .628  | .000   | .719  | 12.3    | 1.3     | .1     | 2.6    | 15.4   |
| 1998     | Atlanta      | 4      | 4      | 34.0   | .458  | .000   | .625  | 12.8    | .3      | .3     | 2.3    | 8.0    |
| 1999     | Atlanta      | 9      | 9      | 42.2   | .563  | .000   | .702  | 13.9    | 1.2     | .6     | 2.6    | 12.6   |
| 2001     | Philadelphie | 23     | 23     | 42.7   | .490  | .000   | .777  | 13.7    | .7      | .7     | 3.1    | 13.9   |
| 2002     | Philadelphie | 5      | 5      | 34.6   | .452  | .000   | .615  | 10.6    | .6      | .4     | 1.8    | 8.8    |
| 2003     | New Jersey   | 10     | 0      | 11.5   | .467  | .000   | 1.000 | 2.7     | .6      | .3     | .9     | 1.8    |
| 2004     | New York     | 3      | 0      | 12.7   | .333  | .000   | 1.000 | 3.3     | .0      | .3     | 1.3    | 2.3    |
| 2005     | Houston      | 7      | 0      | 14.4   | .545  | .000   | .769  | 5.0     | .3      | .3     | 1.0    | 3.1    |
| 2007     | Houston      | 7      | 0      | 5.7    | 1.000 | .000   | 1.000 | 1.6     | .1      | .0     | .4     | 1.3    |
| 2008     | Houston      | 6      | 6      | 20.5   | .615  | .000   | .636  | 6.5     | .3      | .2     | 1.8    | 3.8    |
| 2009     | Houston      | 2      | 0      | 10.0   | .000  | .000   | .000  | 4.5     | .0      | .5     | 1.0    | .0     |
| Carrière | Carrière     | 101    | 72     | 30.9   | .517  | .000   | .703  | 9.5     | .8      | .4     | 2.5    | 9.1    |

## Records sur une rencontre en NBA
Les records personnels de Dikembe Mutombo en NBA sont les suivants, :
| Record de la franchise |

| Type de statistique        | Saison régulière | Saison régulière            | Saison régulière | Playoffs | Playoffs                 | Playoffs      |
| Type de statistique        | Record           | Adversaire                  | Date             | Record   | Adversaire               | Date          |
| -------------------------- | ---------------- | --------------------------- | ---------------- | -------- | ------------------------ | ------------- |
| Points                     | 39               | @ Timberwolves du Minnesota | 3 février 1992   | 28       | Pistons de Détroit       | 10 mai 1999   |
| Paniers marqués            | 14               | @ Raptors de Toronto        | 26 novembre 1997 | 13       | Pistons de Détroit       | 10 mai 1999   |
| Paniers tentés             | 28               | @ Raptors de Toronto        | 26 novembre 1997 | 14       | 4 fois                   | 4 fois        |
| Paniers à 3 points réussis | -                | -                           | -                | -        | -                        | -             |
| Paniers à 3 points tentés  | 1                | 2 fois                      | 2 fois           | 1        | @ Pacers de l'Indiana    | 28 avril 2001 |
| Lancers francs réussis     | 15               | @ Timberwolves du Minnesota | 3 février 1992   | 13       | 2 fois                   | 2 fois        |
| Lancers francs tentés      | 21               | @ Timberwolves du Minnesota | 3 février 1992   | 19       | Bucks de Milwaukee       | 3 juin 2001   |
| Rebonds offensifs          | 13               | 2 fois                      | 2 fois           | 9        | Raptors de Toronto       | 20 mai 2001   |
| Rebonds défensifs          | 23               | Hornets de Charlotte        | 26 mars 1996     | 18       | @ Pistons de Détroit     | 29 avril 1997 |
| Rebonds totaux             | 31               | Hornets de Charlotte        | 26 mars 1996     | 22       | Pacers de l'Indiana      | 21 avril 2001 |
| Passes décisives           | 7                | @ Lakers de Los Angeles     | 10 janvier 1992  | 5        | @ SuperSonics de Seattle | 30 avril 1994 |
| Interceptions              | 5                | @ Clippers de Los Angeles   | 20 avril 1994    | 3        | 2 fois                   | 2 fois        |
| Contres                    | 12               | Clippers de Los Angeles     | 18 avril 1993    | 8        | 3 fois                   | 3 fois        |
| Balles perdues             | 9                | Trail Blazers de Portland   | 16 décembre 1992 | 5        | 2 fois                   | 2 fois        |
| Minutes jouées             | 55               | @ Raptors de Toronto        | 26 novembre 1997 | 49       | Jazz de l'Utah           | 14 mai 1994   |

## Pour approfondir